# Майер, Ханнес
Ханнес Майер (нем. Hannes Meyer; 18 ноября 1889, Базель — 19 июля 1954, Лугано) — швейцарский архитектор. Второй директор Баухауса в 1928—1930 годах.

## Жизнь и работа
Родился в Базеле, получил образование каменщика и работал архитектором в Швейцарии, Бельгии и Германии. С 1916 по 1918 год он некоторое время работал начальником отдела на заводе Круппа в Эссене.
В 1919—1921 годах по его проекту строилось Кооперативное поселение «Фрайдорф» недалеко от Базеля. Это поселение, наряду с поселением «Альте Хайде» (1918—1928) Теодора Фишера, несмотря на его традиционную архитектуру, можно считать непосредственным предшественником реализации градостроительного принципа строчной застройки, получившего широкое распространение в поселениях Нового строительства, а в послевоенное время — в жилых комплексах модернизма.
В 1928—1930 годах — директор Баухауса.
В 1928—1929 годах совместно с Гансом Виттвером осуществлял проектирование и строительство Федеральной школы Всеобщей конфедерации профсоюзов Германии в Бернау, пригороде Берлина.
В 1929—1930 годах занимался проектированием и строительством поселения Laubenganghäuser («Дом с выходом на балкон») рядом с поселением Дессау-Тёртен Вальтера Гропиуса.
С 2017 года оба этих объекта, как места Баухауса, включены в перечень Всемирного наследия.
В феврале 1931 года Ханнес Майер в сопровождении семи учеников переехал в Москву. Среди сопровождающих были Б. Шефлер и Ф. Тольцинер. Всего приехало около 30 специалистов.
Немецкие архитекторы оставили заметный след в строительстве соцгородков при строящихся заводах в Магнитогорске, Свердловске, Орске, Перми, Соликамске и других городах.
В 1933 году Ханнес Майер представил генеральный план развития Биробиджана, выполненный под влиянием идей Баухауса, который был воплощен лишь частично.
В 1939—1949 годах годах работал в Мексике.
В 1949 году вернулся в Швейцарию. Скончался в 1954 году в Лугано.
Его жену Маргарете Менгель расстреляли в СССР. Одиннадцатилетнего сына Маргареты Менгель и Ханнеса Майера отправили в детдом, где его переименовали в Ивана Ивановича. Он всю жизнь проработал на угольных шахтах под Челябинском и лишь в 1990-е годы узнал о судьбе матери.

## Галерея

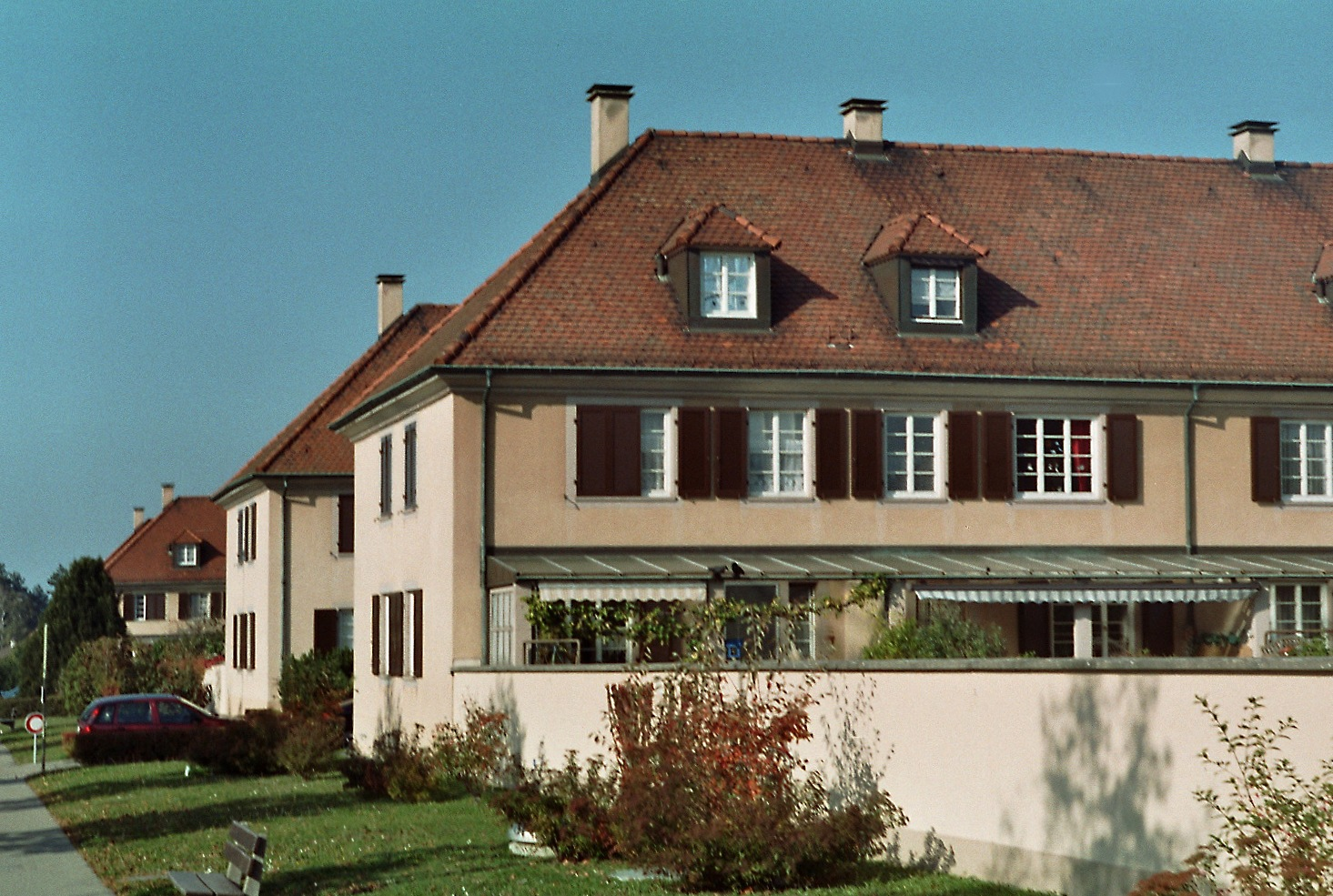
Кооперативное поселение Фрайдорф (Муттенц) (1919—1921)
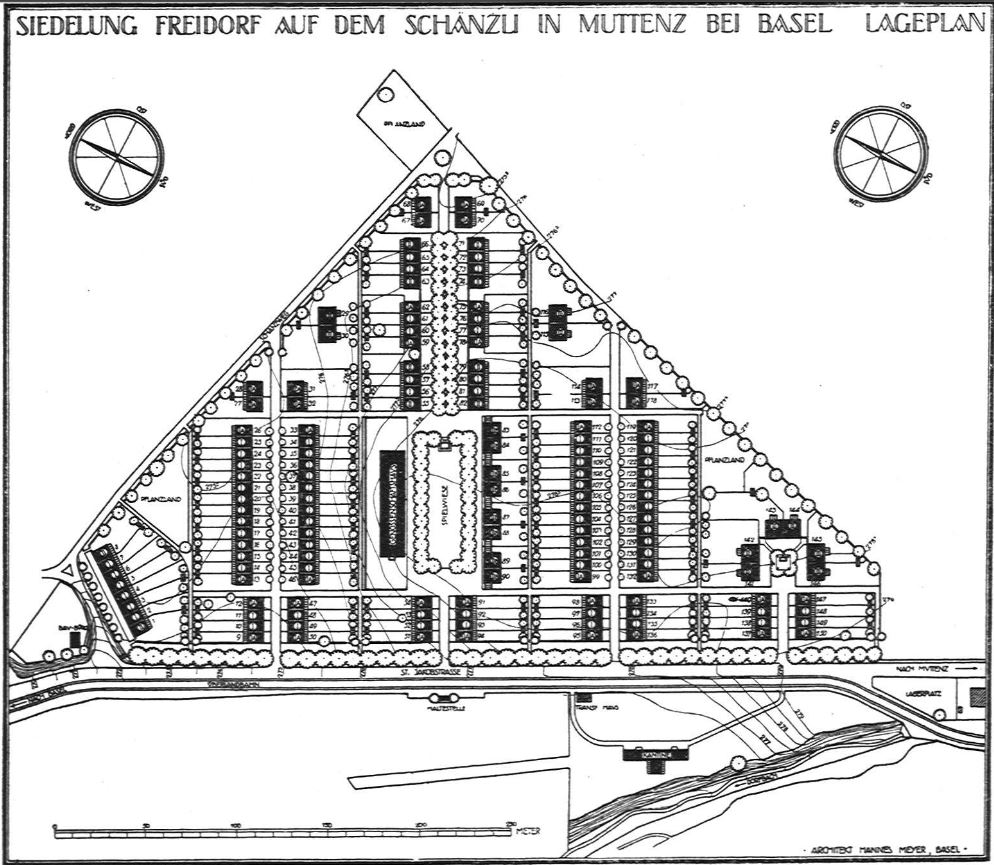
План поселения Фрайдорф (Муттенц) (1919—1921)
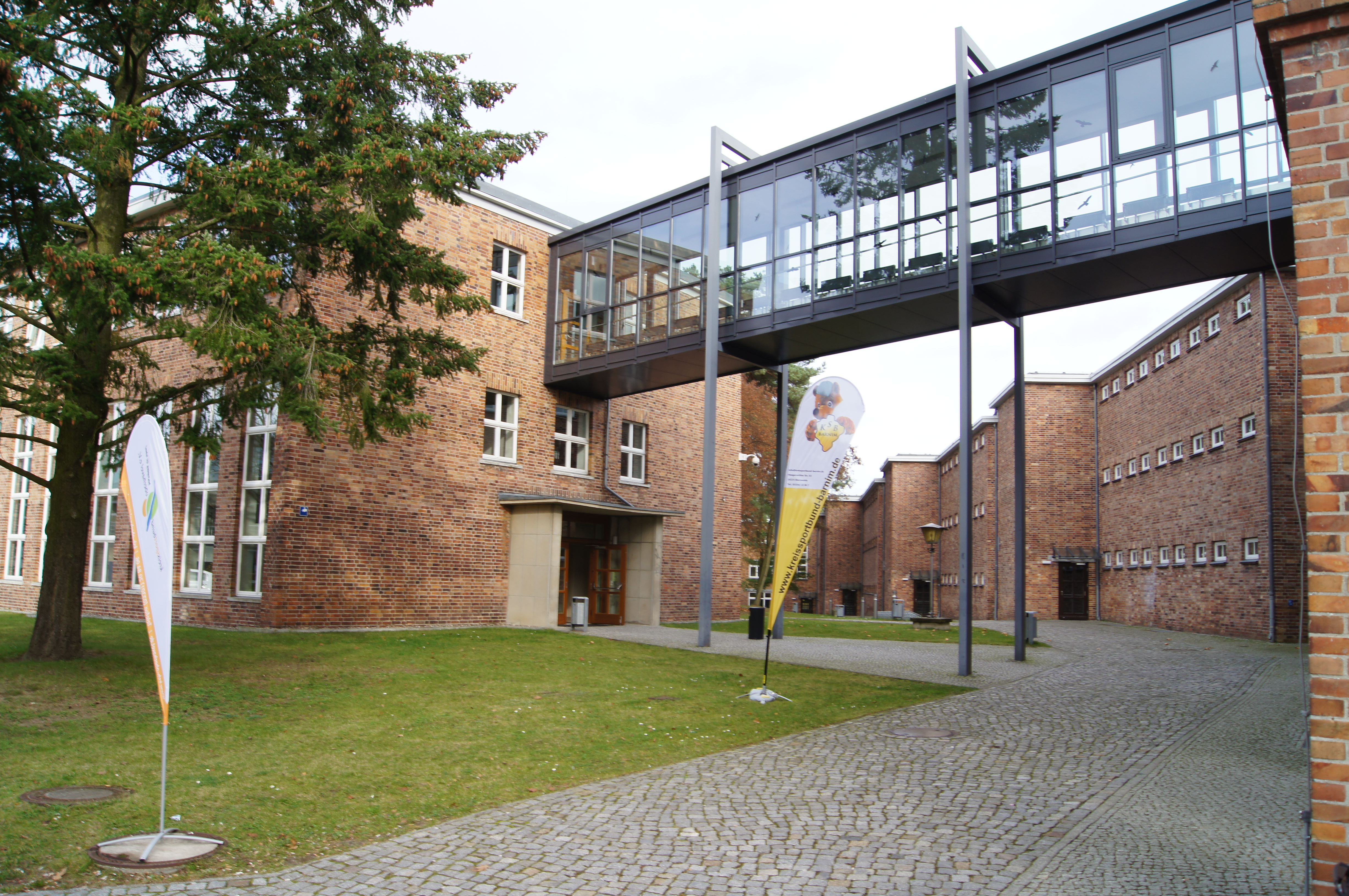
Федеральная школа Всеобщей конфедерации профсоюзов Германии в Бернау (1928—1929)
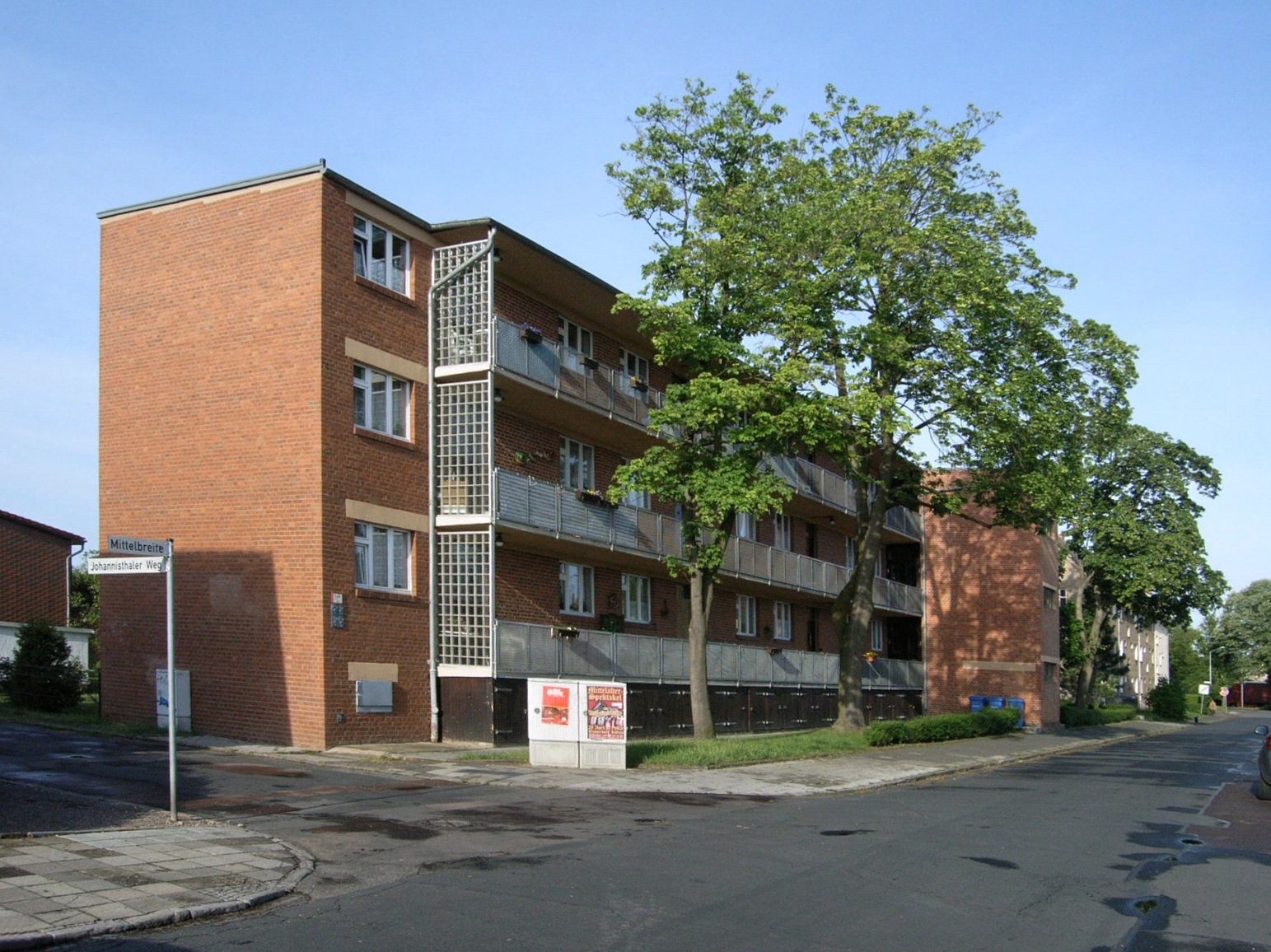
Laubenganghäuser («Дома с выходом на балкон»), Дессау (1929—1930)